# 二原子炭素
二原子炭素（にげんしたんそ、英: Diatomic carbon）は、化学式C=C（[C2] またはC2とも）を持つ緑色、気体状の無機化学物質である。炭素の二原子分子。常温常圧下では速度論的に不安定であり、自己重合によって除去される。例えば、電弧や彗星、恒星大気、星間物質、炭化水素の青い炎等の炭素蒸気で見られる。
二原子炭素は原子状炭素に次で二番目に単純な炭素の形態であり、フラーレンの生成の中間段階に関与している。
分離が不可能なことから、性質については論争が起きていたが、2020年に東京大学の宮本和範准教授、内山真伸教授らにより、初めて常温下での合成に成功したと報告された。宮本らは、常温常圧下、アルゴン雰囲気下で反応を行い、C60、グラファイト、カーボンナノチューブ、カーボンナノホーンが生成することを示したが、これらの割合は自然界におけるsp2炭素同素体の存在比率と一致していた。

## 化学
C2は炭素蒸気の構成成分である。ある論文では、炭素蒸気の約28%は二原子炭素であると推定するが、理論的には、この値は温度と圧力に依存する。
東京大学の宮本、内山らは、アセチレンにトリメチルシリル基と超原子価ヨウ素を結合させ、フッ素アニオンを作用させることにより、初めて常温下でのC2の合成に成功した。

### 電磁特性
二原子炭素中の電子は、構造原理に従って原子軌道の間で分配され、エネルギー準位に対応した固有の量子状態を生成する。最低エネルギー準位を持つ状態、すなわち基底状態は一重項状態（1Σ+
g）であり、エテン-1,2-ジイリデンまたは二炭素(0•) と系統的に命名される。基底状態に比較的近いエネルギーの励起一重項状態や三重項状態が存在し、大気環境下では二炭素の試料に大きな割合を占めている。これらの励起状態のほとんどは光化学的緩和を受けると、電磁スペクトルの赤外領域で発光する。しかし、特に1つの状態が緑色に発光する。それは、エテン-μ,μ-ジイル-μ-イリデンまたは二炭素(2•) と系統的に命名される三重項状態（3Πg）である。加えて、基底状態からやや離れたエネルギーの励起状態があり、これは中紫外線照射下においてのみ二炭素の試料中で顕著な割合を占める。緩和すると、この励起状態は紫領域で蛍光を発し、青領域で燐光を発する。この状態も、エテン-μ,μ-ジイル-μ-イリデンまたは二炭素(2-) と命名され、一重項状態（1Πg）である。
| 状態   | 励起 エンタルピー (kJ mol−1) | 緩和 遷移                                 | 緩和 波長                  | 緩和電磁領域         |
| ------ | ---------------------------- | ----------------------------------------- | -------------------------- | -------------------- |
| X1Σ+ g | 0                            | –                                         | –                          | –                    |
| a3Π u  | 8.5                          | a3Π u→X1Σ+ g                              | 14.0 μm                    | 長波長赤外           |
| b3Σ− g | 77.0                         | b3Σ− g→a3Π u                              | 1.7 μm                     | 短波長赤外           |
| A1Π u  | 100.4                        | A1Π u→X1Σ+ g A1Π u→b3Σ− g                 | 1.2 μm 5.1 μm              | 近赤外 中波長赤外    |
| B1Σ+ g | ?                            | B1Σ+ g→A1Π u B1Σ+ g→a3Π u                 | ?                          | ?                    |
| c3Σ+ u | 159.3                        | c3Σ+ u→b3Σ− g c3Σ+ u→X1Σ+ g c3Σ+ u→B1Σ+ g | 1.5 μm 751.0 nm ?          | 短波長赤外 近赤外 ?  |
| d3Π g  | 239.5                        | d3Π g→a3Π u d3Π g→c3Σ+ u d3Π g→A1Π u      | 518.0 nm 1.5 μm 860.0 nm   | 緑 短波長赤外 近赤外 |
| C1Π g  | 409.9                        | C1Π g→A1Π u C1Π g→a3Π u C1Π g→c3Σ+ u      | 386.6 nm 298.0 nm 477.4 nm | 紫 中紫外 青         |
原子価結合法は、炭素がオクテット則を満たす唯一の方法は四重結合の形成であると予測する。しかし、分子軌道法は、σ結合中の2組の電子対（1つは結合性、1つは非結合性）と縮退したπ結合中の2組の電子対が軌道を形成することを示す。これを合わせると結合次数は2となり、2つの炭素原子の間に二重結合を持つC2分子が存在することを意味する。分子軌道ダイアグラムにおいて二原子炭素が、σ結合を形成せず2つのπ結合を持つことは驚くべきことである。ある分析では、代わりに四重結合が存在することが示唆されたが、その解釈については論争が起こった。結局、宮本らにより、常温下では四重結合であることが明らかになり、従来の実験結果は励起状態にあることが原因であると示された。
CASSCF（完全活性空間自己無撞着場）計算は、分子軌道理論に基づいた四重結合も合理的であることを示している。

## 彗星
希薄な彗星の光は、主に二原子炭素からの放射に由来する。可視光スペクトルの中に二原子炭素のいくつかの線が存在し、スワンバンドを形成する。

## 性質
- 凝集エネルギー (eV): 6.32
- 結合長 (Å): 1.24
- 振動モード (cm-1): 1855

三重項状態では、一重項状態よりも結合長が長くなる。

## 反応
二原子炭素は、アセトンやアセトアルデヒドと反応し、2つの異なった経路によりアセチレンを生成する。
- 三重項の二原子炭素は、分子間経路を通り、ラジカルとしての性質を示す。この経路の中間体は、エチレンラジカルである[4]。
- 一重項の二原子炭素は、分子内経路を通り、2つの水素原子が1つの分子から奪われる。この経路の中間体は、一重項のビニリデンである[4]。
- 一重項の二原子炭素は、アルケンとも反応する。アセチレンが主な生成物であるが、炭素-水素結合の間にC2が挿入されるように見える。
- 二原子炭素は、メチレン基よりもメチル基に2.5倍も挿入されやすい[9]。

## 電荷密度
ダイヤモンドやグラファイトのような炭素の結晶では、結合部位の電荷密度に鞍点が生じる。三重項状態の二原子炭素は同じ傾向を持つ。しかし、一重項状態の二原子炭素は、ケイ素やゲルマニウムにより近い振る舞いを見せ、つまり電荷密度は、結合部位で最も高くなる。